# Sala Beckett
La Sala Beckett / Obrador Internacional de Dramatúrgia és un teatre de la ciutat de Barcelona que centra la seva activitat en la dramatúrgia contemporània i a la difusió de l'autoria teatral catalana. A més de ser una sala d'exhibició, és també un espai de creació, formació i experimentació teatral, i se suma a la xarxa de prop d'una desena de Fàbriques de Creació de Barcelona.

## Història

### Trajectòria
La Sala Beckett va néixer l'any 1989 com a seu de la companyia El Teatro Fronterizo, dirigida pel dramaturg José Sanchis Sinisterra. La seva seu era al carrer de Ca l'Alegre de Dalt, a Gràcia, en un espai habilitat pels arquitectes de Coop d'Idees, Emma Villanueva Sanchez, Pep Garcia Cors i Francesc López Pavón. Des del seu inici es va especialitzar en la dramatúrgia contemporània. Des del 1997, la institució està dirigida per Toni Casares.
Al llarg de la seva història s'hi ha realitzat espectacles d'autors com Samuel Beckett, David Mamet, Lluïsa Cunillé, Harold Pinter, Josep Maria Benet i Jornet, Sergi Pompermaier, Tom Stoppard o David Plana, i dirigides per directors com Sergi Belbel, Manuel Dueso, Sanchis Sinisterra o Calixto Bieito.
L'any 2005 fou guardonada amb el Premi Nacional de Teatre, concedit per la Generalitat de Catalunya, pel seu suport a l'autoria catalana i la producció del cicle L'acció té lloc a Barcelona.
El 2011 va crear una fundació per promoure el teatre contemporani català a nivell internacional. La Fundació compta amb un patronat format per 12 dramaturgs i dramaturgues, i José Sanchis Sinisterra n'és el Patró d’Honor. Des de la Fundació es va presentar el projecte de trasllat a una nova seu al barri del Poblenou.

### Nova seu al Poblenou
El 2016, la Sala Beckett es va instal·lar a la seva nova seu, l'antiga cooperativa Pau i Justícia, al carrer de Pere IV del Poblenou, un edifici propietat de l'Ajuntament de Barcelona. El projecte arquitectònic va anar a càrrec dels arquitectes Ricardo Flores i Eva Prats (Flores i Prats), i va obtenir el Premi Ciutat de Barcelona en arquitectura i urbanisme del 2016.
La nova Sala Beckett compta amb dos espais d'exhibició teatral (Sala de dalt, d'unes 200 localitats aprox i Sala de dalt, amb unes 100 localitats, que varia per la utilització de grades mòbils), una sala d'assaig, un bar-restaurant a peu de carrer i diversos espais per a les activitats de formació, creació, producció i gestió teatral que li són pròpies.

## Eixos[4]

### Autoria resident
Des de la seva etapa al Poblenou, la Sala Beckett ha comptat amb un autor resident a cada temporada, que assumeix l'encàrrec d’escriure una obra nova, expressament per a l’ocasió, estrenada a la mateixa sala:
| Temporada | Nom                   | Muntatge                  | Estrena                                    | Producció                                         |
| --------- | --------------------- | ------------------------- | ------------------------------------------ | ------------------------------------------------- |
| 2016-17   | Marília Samper        | L'alegria                 | Octubre 2017. Reposició desembre 2018      | Una producció de la Sala Beckett                  |
| 2017-18   | Clàudia Cedó          | Una gossa en un descampat | Juliol 2018. Reposició setembre 2019. Gira | Una producció del Festival Grec i la Sala Beckett |
| 2018-19   | Victoria Szpunberg    | Amor Mundi                | Juliol 2019                                | Una producció del Festival Grec i la Sala Beckett |
| 2019-20   | Denise Duncan         | El combat del segle       | Octubre 2020. Reposició juny 2021. Gira    | Una producció del Festival Grec i la Sala Beckett |
| 2020-21   | Lara Díez Quintanilla |                           |                                            |                                                   |

### Formació
L'Obrador Internacional de Dramatúrgia és un espai de formació especialitzat en dramatúrgia, tot i que també s'hi duen a terme cursos, tallers i seminaris sobre altres aspectes, àmbits o disciplines escèniques que incideixen en la dramatúrgia: direcció, interpretació, teoria teatral, escenografia, il·luminació, etc. així com formació en altres àrees de coneixement. L'oferta de la Sala Beckett és regular i ha format molts dels dramaturgs del país.
Cada any s'organitza l'Obrador d'estiu, una cita anual dedicada a la trobada i intercanvi professional entre autors emergents o consolidats d’arreu del món, entre ells i amb els espectadors.

### Pensament i debat
Des de la seva arribada al Poblenou, la Sala Beckett ha organitzat part de la seva programació en cicles temàtics, i ha complementat les seves propostes teatrals amb xerrades, formacions i activitats paral·leles relacionades.
| Temporada | Nom                                                                     | Comissariat                                                                            |
| --------- | ----------------------------------------------------------------------- | -------------------------------------------------------------------------------------- |
| 2016-17   | Memòria de Pau i Justícia                                               |                                                                                        |
| 2016-17   | Mar de Miralls. Fluxos de migració a la Mediterrània                    | En col·laboració amb l'IEMed                                                           |
| 2016-17   | La revolució dels gèneres. La construcció d'estereotips en la ficció    | Laia Grau                                                                              |
| 2017-18   | Les condicions del cervell. Cicle sobre ciència i creació contemporània | Pastora Martínez Samper (UOC)                                                          |
| 2017-18   | El teatre de Josep Maria Miró                                           |                                                                                        |
| 2017-18   | Adéu al cotxe! Com alliberar Barcelona del vehicle privat?              | David Bravo i Andreu Rifé, amb la col·laboració de Miquel Jordà i Úrsula San Cristóbal |
| 2018-19   | Terrors de la ciutat. Escenaris de conflicte i de por                   | Isaac Gonzàlez (UOC)                                                                   |
| 2018-19   | Res no és mentida. Joves i ficció en temps digitals                     | Elisenda Ardèvol (UOC)                                                                 |
| 2019-20   | Memento Mori. Recordem-nos de morir                                     | Jaume Claret (UOC)                                                                     |
| 2019-20   | Cicle Samuel Beckett                                                    |                                                                                        |
| 2020-21   | Cicle Lluïsa Cunillé                                                    | Josep-Anton Fernàndez i Adriana Nicolau (UOC)                                          |
| 2020-21   | #jotambé. Violències de gènere i estructures de poder                   | Maria Olivella Quintana i Pastora Martínez Samper (UOC)                                |